# La Bauche
La Bauche là một xã thuộc tỉnh Savoie trong vùng Rhône-Alpes ở đông nam nước Pháp. Xã này nằm ở khu vực có độ cao từ 408-1311 mét trên mực nước biển.